# Coulonges-Cohan
Coulonges-Cohan è un comune francese di 442 abitanti situato nel dipartimento dell'Aisne della regione dell'Alta Francia. Il comune è il risultato della fusione, avvenuta nel 1971, dei due comuni di Coulonges-en-Tardenois e di Cohan.

## Storia

### Simboli
Il comune di Coulonges divenne Coulonges-en-Tardenois il 1º giugno 1956 per poi fondersi con Cohan nel 1971 e prendere il suo nome attuale. Ha adottato quindi lo stemma degli ultimi signori che le due località ebbero in comune nel XVIII secolo: d'azzurro, a tre fusi d'oro, ordinati in fascia.

### Onorificenze
- Croix de guerre 1914-1918

## Società

### Evoluzione demografica
Abitanti censiti